# Inname van Zutphen
De Inname van Zutphen in 1572 was een inname van vestingstad Zutphen door een Geuzenleger onder leiding van Willem van den Bergh ten tijde van de Tachtigjarige Oorlog. De inname vond bij verrassing plaats op 10 juni. De inname was onderdeel van Oranjes tweede invasie, het offensief van Willem van Oranje tegen de Spaanse Nederlanden.

## Aanloop
Graaf Willem van den Bergh had in Wesel een leger van 5.000 à 6.000 man verzameld. Zutphen was op zijn hoede en de wacht was op 11 mei dat jaar verscherpt. In de week voor pinksteren had de graaf Doesburg ingenomen en hadden enkele schepen zich aangesloten bij het Geuzenleger. Gezanten van Doesburg waren naar Arnhem gegaan voor overleg over de situatie, maar voordat zij waren teruggekeerd, was Doesburg al ingenomen door de Geuzen. Het leger van de graaf plunderde kloosters en kerken.

## Inname
Op 10 juni werd Zutphen zelf ingenomen middels hulp van binnen en schaarde zich daarmee aan de zijde van de prins van Oranje. Hoe de inname precies tot stand kwam, is niet bekend. Van den Bergh hield zijn leger niet in en soldaten en een groot deel van de burgerij plunderden daarop het Preedikherenklooster en staken het daarna in brand. Ook het klooster Galileën en de Walburgiskerk vielen ten prooi aan de plunderaars. Geestelijken werden mishandeld of gedood, nonnen verkracht. In de kerk werd zelfs de vloer opengebroken in de zoektocht naar buit en alle glas-in-loodramen van kerkelijke gebouwen werden vernield. In 1999 zijn bij een opgraving in de Dieserstraat duizenden vensterglasscherven gevonden, die waarschijnlijk na afloop begraven zijn door kerkmeester Johan Ter Klocke.

## Nasleep
De kerk moest na de inname 100 daalders boete betalen aan de graaf, de stad 1000 daalders, Adamanshuis 100 daalders. Graaf Van den Bergh verliet ten slotte in augustus de stad om Kampen te veroveren.
Vanuit Zutphen werden strooptochten in de wijde omgeving ondernomen. Op 4 juli trok men plunderend via Beekbergen naar Harderwijk. Daar werd de poort beschoten met zes meegebrachte kanonnen en gaf de stad zich binnen drie uur over. Men trok door naar Elburg waar ook binnen drie uur de sleutels van de stad in handen van de Geuzen waren gevallen. Onderweg naar Kampen werd gemord over achterstallige soldij betalingen, waarmee de veldtocht ten einde was. Ergens halverwege juli werd een nieuwe strooptocht vanuit Zutphen ondernomen ditmaal in Twente. Goor en andere plaatsen moesten het daarbij ontgelden op 17 juli werd Oldenzaal ingenomen. De strooptocht leverde 500 daalders op, die werden afgeperst van het Sint-Antoniusklooster in Albergen, dat zij dreigden in brand te steken op 14 juli. In plaats van zich aan te sluiten bij de Geuzen in Lingen, trokken zij terug naar Zutphen. 
Op 17 november 1572 werd  de stad door Spaanse troepen onder leiding van  Don Frederik, de zoon van de hertog van Alva, heroverd. Geschiedschrijving tot in de 21e eeuw maakte melding dat hierbij honderden inwoners geëxecuteerd werden, het 'Bloedbad van Zutphen'. Nader onderzoek heeft duidelijk gemaakt dat dit beeld onjuist is. 
1473: Beleg door Karel de Stoute ·
1481: Beleg door Bourgondiërs ·
1572: Inname door Willem van den Bergh ·
1572: Bloedbad van Zutphen ·
1584: Beleg door Hohenlohe ·
1586: Beleg door Dudley · Slag bij Warnsveld ·
1591: Beleg door Maurits ·
1672: Beleg door Fransen